# シンラプトル
シンラプトル（Sinraptor 中国の盗賊の意）は中生代の後期ジュラ紀のアジアに生息した肉食恐竜の属。竜盤目 - 獣脚亜目 - カルノサウルス類に属し、アロサウルス上科の中でもヤンチュアノサウルスに近縁で、ともにメトリアカントサウルス科に属する。長く、扁平な頭を持つことでヤンチュアノサウルスと区別される。

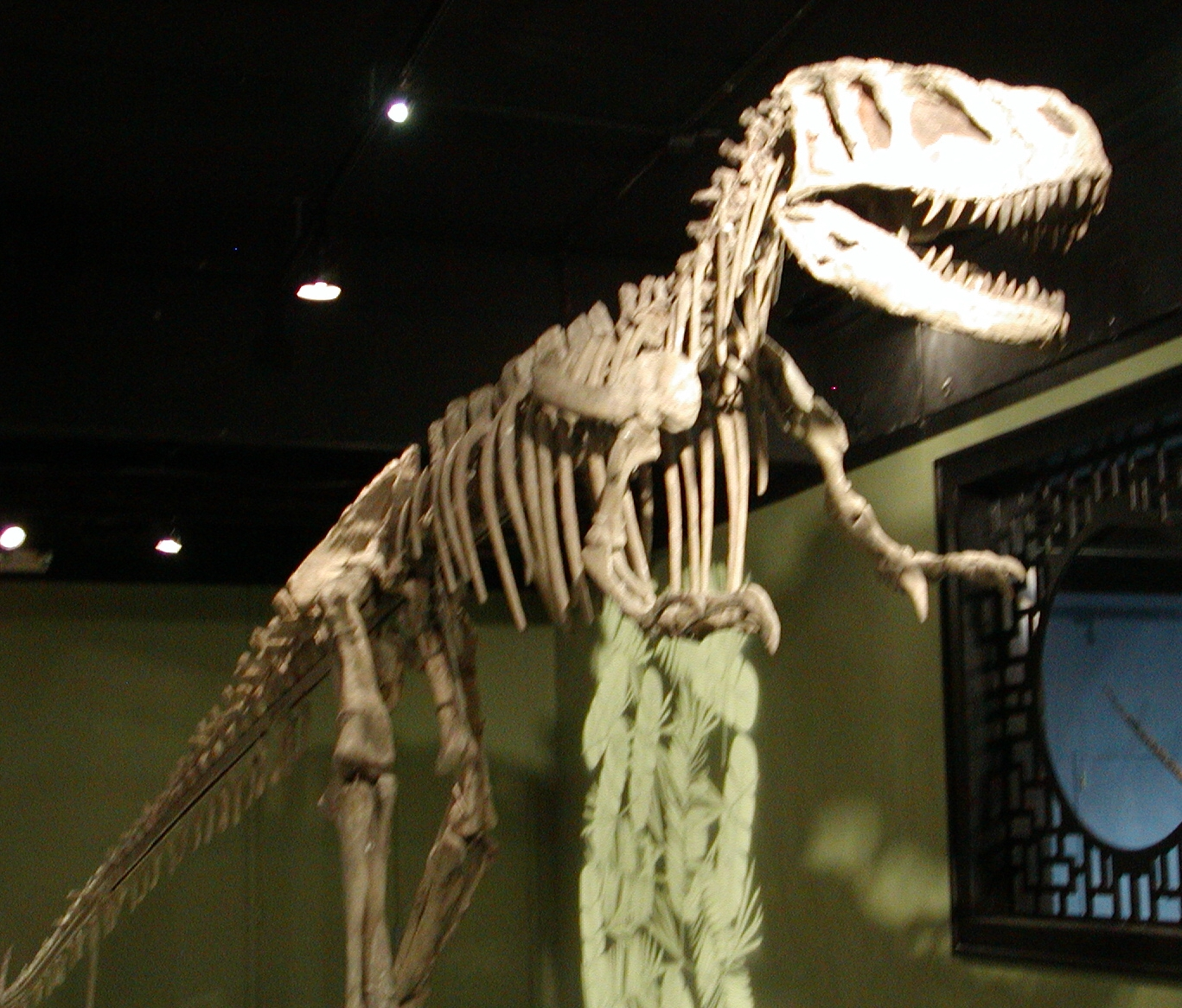
S. hepingensis 骨格。北京自然博物館蔵。
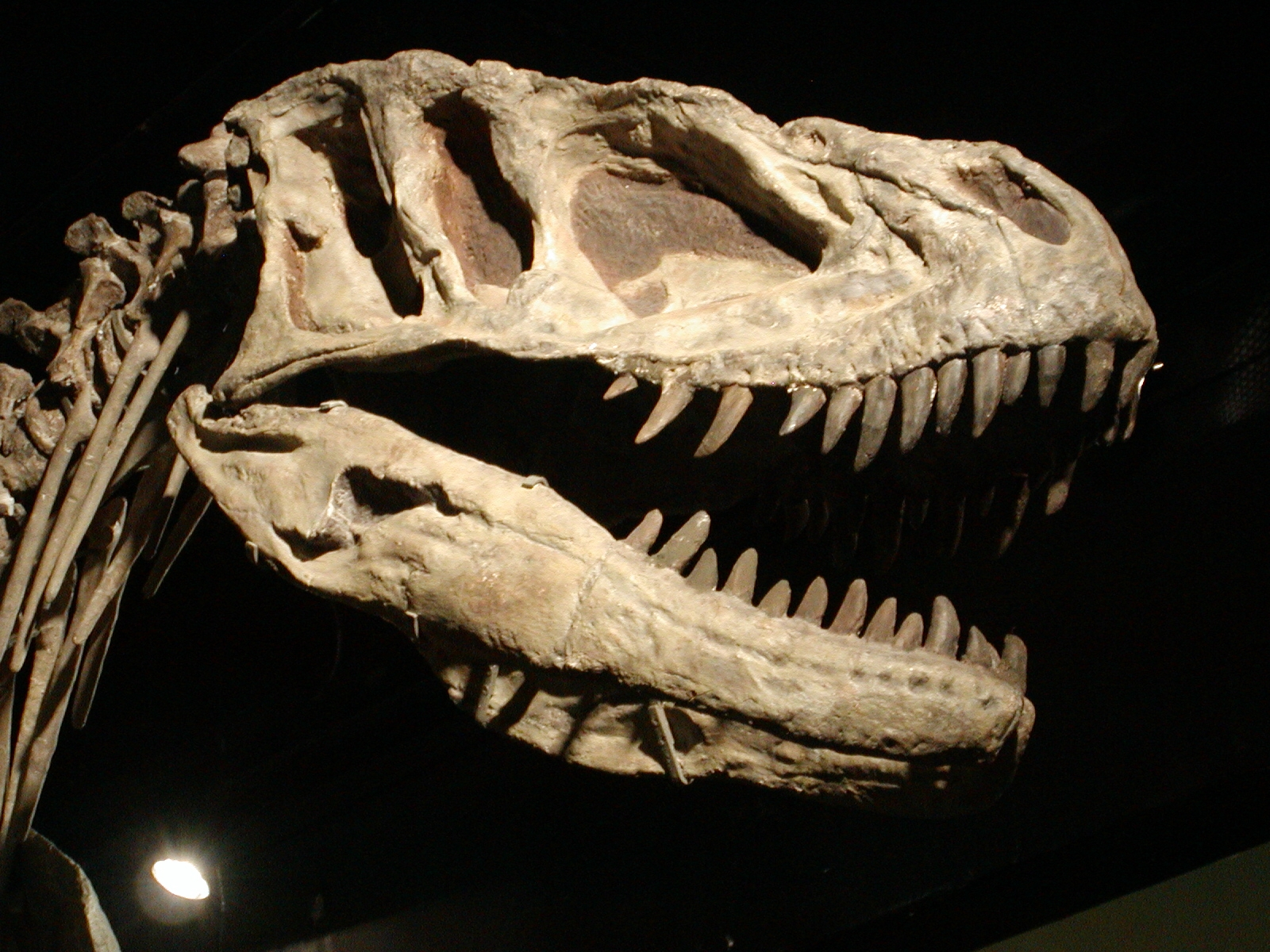
S. hepingensis 頭骨。北京自然博物館蔵。
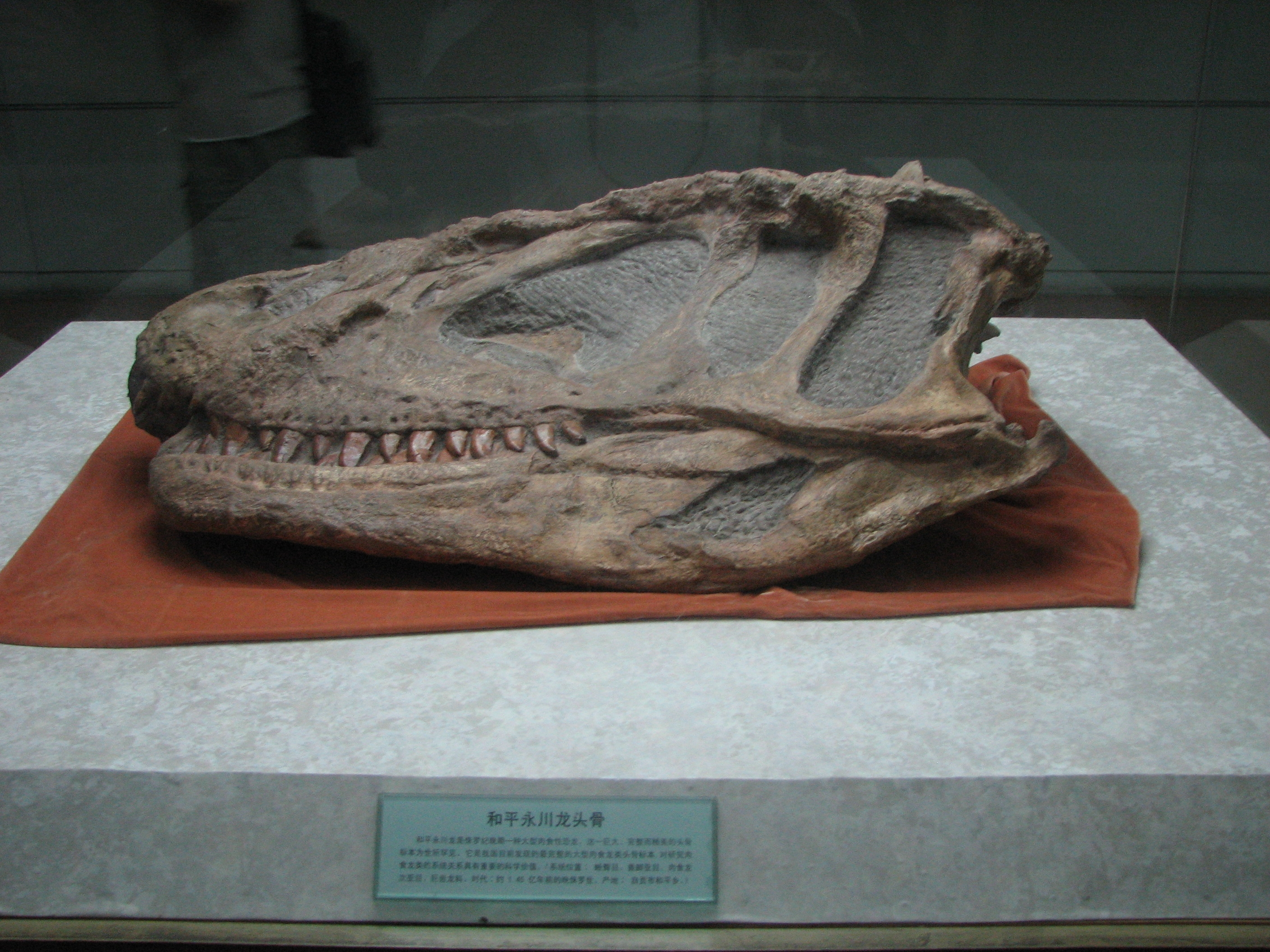
シンラプトル頭骨。自貢恐竜博物館蔵。

## 古生態
あるシンラプトルの頭骨からは種内闘争をしていた痕跡が発見されている。その頭骨には鼻先に他のシンラプトルによるとみられる噛み傷が残されており、シンラプトルが場合によっては仲間同士で闘争を行っていた事を示している。またその傷跡が致命的なものではなく、治癒痕もあったことから、この戦いが相手を殺すのが目的ではない可能性が指摘されている。また件の頭骨はBBC制作の恐竜番組『プラネット・ダイナソー』において、肉食恐竜の生態の解説に用いられた。

## その他
シンラプトルの頭骨は獣脚類として平均的な要素を持ち合わせているため、顎の生体力学や噛み付き能力の進化にあたって研究材料の一つにされた。